# Tom Puss

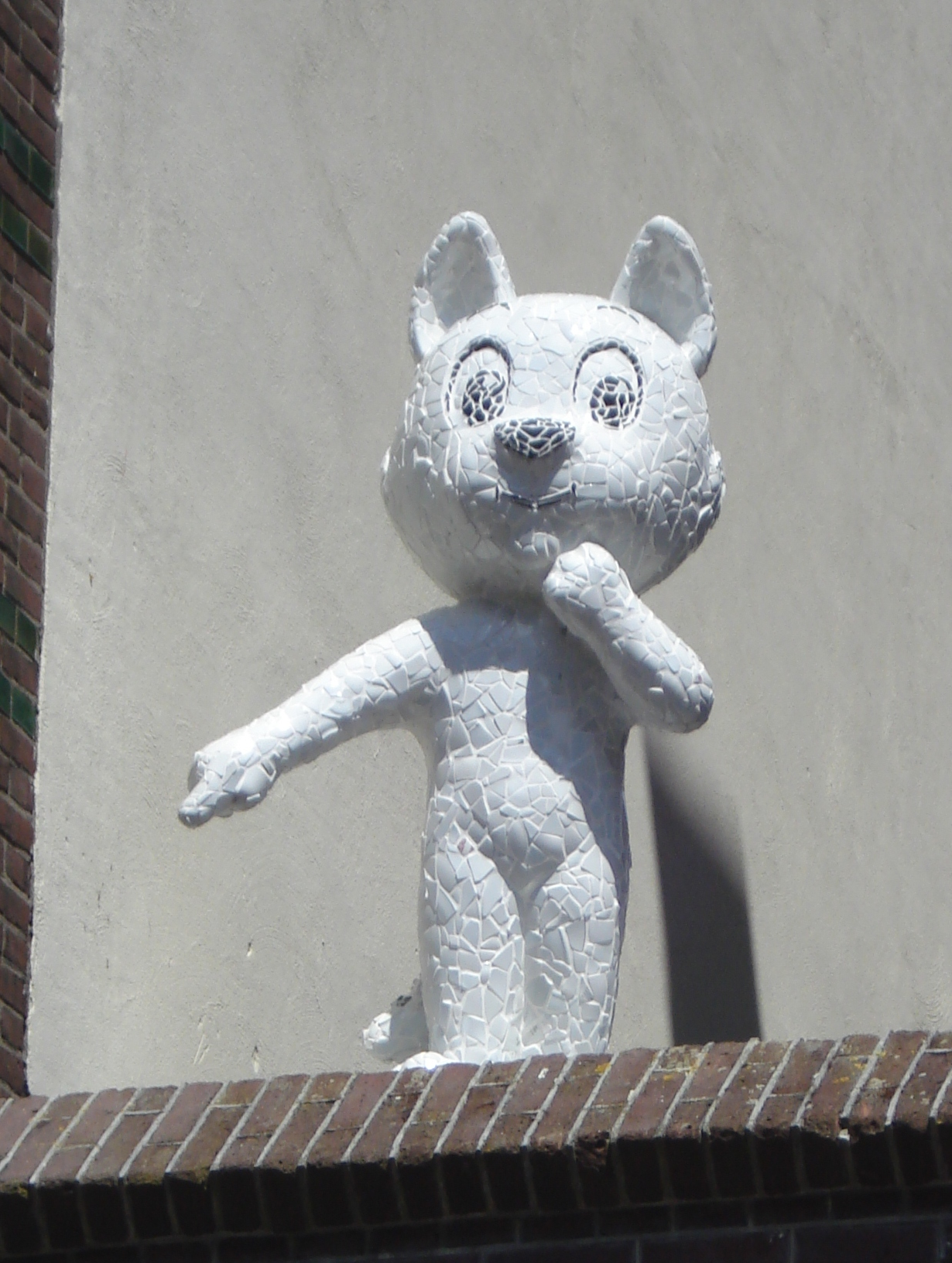
Staty av Tom Puss i Rotterdam.

Tom Puss är en tecknad serie med en antropomorfisk katt i huvudrollen, ursprungligen publicerad 1941–86. Serien skapades av den nederländske tecknaren och författaren Marten Toonder. Tom Puss umgicks mycket med den excentriske björnen Oliver B. Bumble, som under den senare perioden av serien, mer och mer, blev dess egentliga huvudperson.
Serien kan betraktas som en modern fabel och var fantasifullt skildrad med välgjorda teckningar. Den debuterade i den nederländska dagstidningen de Telegraaf i mars 1941, och publicerades där under en 45-årsperiod; sista avsnittet gjordes 1986. På svenska gick serien i Dagens Nyheter 1946-2001 (de sista 15 åren publicerades repriser), och har getts ut i albumform under etiketten "Moderna Fabler" av serieförlaget Alvglans. Under seriens första tjugo år lär den ha gjorts av en hel stab assistenter i Toonders studio, men när Toonder flyttade till Irland 1965 bestämde han sig för att göra serien alldeles själv, både manus och teckningar.
Berättartekniskt är Tom Puss speciell eftersom den kombinerar berättande text utanför (under) rutorna med bilderna. Även repliker återfinns i texten, inte som pratbubblor. (Det gjordes dock även en separat version av serien med pratbubblor, men denna var riktad på yngre barn och saknade oftast komplicerade historier.)

## Album
- Tom Puss Äventyr 1 (Gebers, 1972) (ISBN 91-20-05292-8) 212 sidor
  - Den Ylande Ulven
  - Äventyret Ikvo
  - Det onda ögat

- Tom Puss 1 (Alvglans, 1979) (ISBN 91-7556-010-0) 144 sidor
  - Bumble och Svällhudingen (DN 17 maj - 25 juli 1958)
  - Bumblelegenden (DN 8 februari - 2 april 1961)
  - Historien om Repellen (DN 7 september - 18 november 1961)
  - Pikkins Ring (DN 29 september - 14 december 1962)
  - Tom Puss och Puckmynten (DN 24 november 1965 - 10 februari 1966)
  - The Upper Ten (DN 8 februari - 10 juni 1964)

- Tom Puss 2 (Alvglans,1980) (ISBN 91-7556-014-3) 56 sidor
  - Historien om Lill-Grut (15 sept. - 9 dec. 1971)
  - Kunskapshatten (5 dec. 1975 - 16 maj 1976)

- Tom Puss 3 (Alvglans,1980) (ISBN 91-7556-015-1) 56 sidor
  - Nivelleringslikaren (27 augusti- 14 december 1979)
  - Gorre Enögas Spöke (23 december 1974 - 8 mars 1975)

- Tom Puss 4 (Alvglans,1983) (ISBN 91-7556-020-8) 64 sidor
  - Jag duger som jag är (20 februari - 29 juni 1978)
  - Drömluft (20 februari - 23 maj 1960)

- Tom Puss 5 (Alvglans,1984) (ISBN 91-7556-037-2) 56 sidor
  - Framtidsmannen (DN 1978-79)
  - Pokus resebyrå (DN 1963-64)

- Tom Puss 6 (Alvglans) (ISBN 91-7556-053-4)
  - Sanningssägaren
  - Dystra Dundret
  - Tidens almanacka